# Struktura půdy
Struktura půdy je fyzikální vlastnost půdy vyjadřující způsob uspořádání tuhých pevných částic, tzv. agregátů v půdě.
Půdní struktura je uspořádání jednotlivých půdních částic např. písek, prach, jíl do přírodních agregátů, které se nazývají pedy. Pokud považujeme půdní agregáty za základ půdní struktury, potom se dá struktura zhruba definovat jako:
- uspořádání primárních částic do pedů;
- velikost, tvar a uspořádání pedů a volných míst nebo pórů mezi nimi, které oddělují částice a jednotlivé pedy.[2]

## Strukturotvorní činitelé
Struktura je velmi výrazným znakem, důležitou roli při její tvorbě hrají také stmelující látky, jako např. jílové substance, organické látky, sloučeniny železa aj. Půdní horizonty mají svou vlastní jedinečnou strukturu, která závisí na množství organického materiálu a biotické aktivitě, textuře a množství cyklů mrznutí → tání a vlhko → sucho. Díky těmto a jiným stavům, se při tvorbě půdy uplatňují nejrůznější pochody. Kupříkladu smršťování a bobtnání jsou společné jevy pro určité typy jílů, které podléhají střídavému vysychání a provlhčení. K měření tohoto jevu se běžně využívá koeficient lineární extenzibility (COLE – coefficient of linear extensibility).
U lesních půd, zejména u jejich humusových horizontů je významným strukturotvorným činitelem zvláště zooedafon (hlavně jeho exkrementy). Pevnost stmelení strukturních agregátů nazýváme stabilitou struktury; ta se nejvýrazněji projevuje ve vztahu k ovlhčení. Půdní struktura nás v mnohých případech může upozornit na procesy probíhající v půdě.

## Rozdělení půdní struktury
Půdní struktura je popisována pomocí stupně vývoje, velikosti a typu agregátů. Pokud půdní horizont obsahuje agregáty z více než jednoho stupně, velikosti nebo typu, doporučuje se popsat jednotlivé agregáty zvlášť a určit pak vazby mezi nimi. Kritérium pro rozlišení půdních agregátů spočívá hlavně v silné vnitřní kohezi, která zabraňuje rozpadnutí agregátů působením vnějších sil, které se pravidelně vyskytují v půdě.

### stupeň
Určení stupně vývoje půdní struktury závisí na výskytu pedů v půdě. Pokud se pedy nevyskytují, jedná se o půdy bezstrukturní, pokud se vyskytují, rozlišujeme podle jejich výskytu stupně na „slabé – WE“ (minimální množství agregátů v půdě, spíše spojovací materiál – weak), „střední – MO“ (moderate) a „silné – ST“ (agregáty jsou jasně viditelné – strong).

### typ
Hlavní přírodní typy struktury jsou rozděleny podle druhů pedů na: kvádrovitý, hrubozrnný, plochý, prizmatický (hranolovitý), skalní struktury, klínovitý a drobtovitý, vločkovitý a hrudkovitý. Podle typu vzniku se mohou dělit na biotické a abiotické a různé další (viz obrázek).

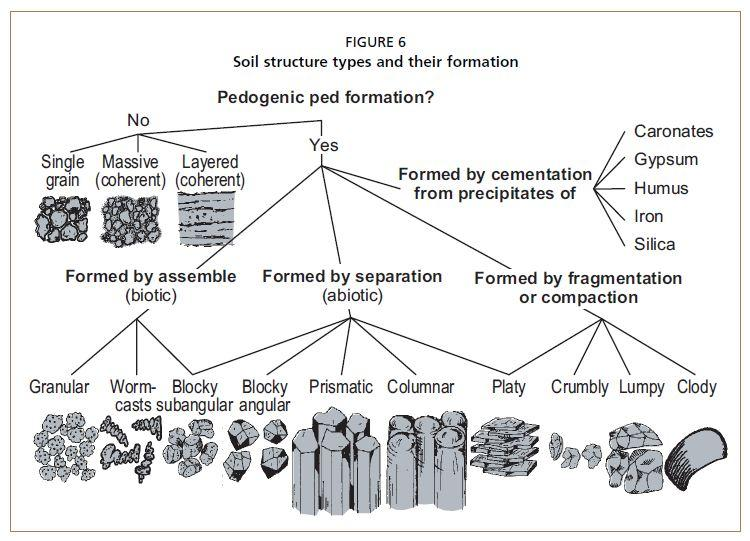
Rozhodovací schéma k určení typu půdní struktury podle druhů pedů.

### velikost
Třídy velikosti se různí s typem struktury. Pro prizmatické, kuželové a ploché struktury se velikostní třídy definují měřením nejmenšího rozměru agregátu (viz tabulka). Struktury se také mohou prolínat (například prizmatická struktura se rozpadá do úhlové kvádrové struktury), tedy primární struktura se vlivem času a dalších faktorů přeměňuje na sekundární.
| struktura                                                              | rozlišovací znaky                          |
| ---------------------------------------------------------------------- | ------------------------------------------ |
| slitá                                                                  | primární strukt. prvky jsou zcela stmelené |
| krupnatá                                                               | agregáty 1–10 mm, ve vodě se nerozpadají   |
| drobtovitá                                                             | agregáty 1–10 mm, ve vodě se rozpadají     |
| hrudkovitá                                                             | agregáty 10–50 mm                          |
| hrudovitá                                                              | agregáty s průměrem větším než 50 mm       |
| kostkovitá                                                             | daná tvarem                                |
| hranolovitá                                                            | daná tvarem                                |
| deskovitá                                                              | daná tvarem                                |
| lístkovitá                                                             | daná tvarem                                |
| typy struktur půdy, jež se používají při terénním popisu půdních sond. |                                            |

## Bezstrukturní stavy půdy
Vedle strukturního stavu půdy rozeznáváme i bezstrukturní stavy, kdy půdní částice strukturu netvoří:
- elementární stav půdní hmoty, kdy jednotlivé půdní částice netvoří agregáty (typický pro extrémně lehké půdy),
- slitý stav půdní hmoty, kdy jednotlivé půdní částice jsou stmeleny v souvislou masu (typický pro extrémně těžké půdy).[3]

## Popis půdní struktury

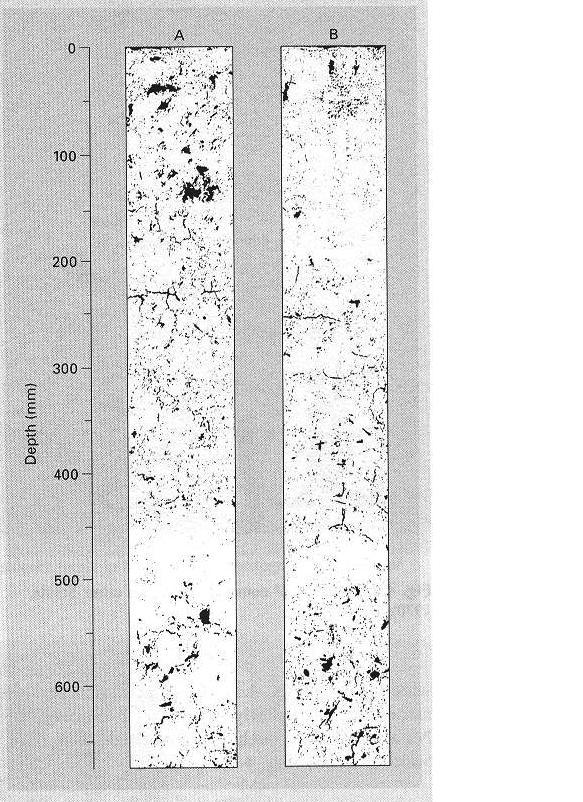
obrazy půdních profilů A (neporušená půda pod eukalyptovým lesem) a B (stejný půdní typ, který 90 let podléhal kultivaci). Černá barva zobrazuje póry; bílá pevné půdní částice (McBratney et al., 1992).

Půdní struktura by se měla popisovat pouze na čerstvě odkrytém profilu nebo neporušeném jádru z půdního vrtu. Pokud ale půda není suchá, nebo jen jemně vlhká, doporučuje se počkat, až vyschne. Viz obrázek.